# Emilio Maillé
Emilio Maillé (Ciudad de México, 9 de mayo de 1963) es un director de cine franco-mexicano.

## Trayectoria
Nacido en la Ciudad de México y establecido desde 1980 en París, estudió literatura y cinematografía y posteriormente fue ayudante en largometrajes televisivos. En 1996 realizó su primer largometraje: "Los años Arruza", por el cual recibió el premio FIPA en el Festival de Cine de Biarritz. 
Después de realizar varios documentales sobre la tauromaquia, en 2005 realizó su primer largometraje de ficción: Rosario Tijeras, que fue rodada en Colombia y ambientada en el mundo sicario. Por esta película recibió varios premios y nominaciones, entre ellas el Goya a la mejor película extranjera de habla hispana. 
En 2018 realizó el documental Poetas del cielo, ambientado en el mundo de la pirotecnia.

## Filmografía
- Los Años Arruza 1996
- Un Buñuel Mexicano 1997
- Manolete 1997
- Curro Romero, La Leyenda del Tiempo 1998 (documental)
- El fenómeno, EL Juli 2000
- Un 8 de Julio en Sevilla 2002
- El Viaje inmóvil 2002
- Rosario Tijeras 2005
- Un 8 juillet à Séville 2002
- Jorge Yazpik en la Casa Barragán 2008
- XY 2009 (serie de televisión/1a temporada)
- La leyenda del Mayal Ramirez 2010 (serie de animación)
- Un gallo de Chapopote 2010 (documental con el artista francés Pierre Soulages)
- XY 2010 (serie de televisión/2a temporada)
- Los Minondo 2010 (serie de televisión/3 últimos capítulos)
- Miradas Múltiples, la máquina loca 2012
- Juana Inés 2015 (serie de televisión)
- Poetas del Cielo 2018
- Los pecados de Bárbara (serie de televisión)
- Arquis 2019 (serie de televisión)
- El sueño de ayer 2022

## Premios y distinciones
- Caballero de la Orden de las Letras y las Artes del gobierno francés, 2012
- Miembro del Sistema Nacional de Creadores, FONCA 2013

- Datos: Q5831200